# Kotiganahalli, Kolar
Kotiganahalli là một làng thuộc tehsil Kolar, huyện Kolar, bang Karnataka, Ấn Độ.